# Maria Antonia Hiszpańska
Maria Antonia (Antonietta) Hiszpańska (ur. 17 listopada 1729 w Sewilli; zm. 19 września 1785 w Turynie) – infantka Hiszpanii, królowa Sardynii.
Była najmłodszą córką króla Hiszpanii Filipa V i jego drugiej żony - Elżbiety Farnese. 31 maja 1750 roku, w Oulx (w prowincji Turyn) wyszła za Wiktora Amadeusza, księcia Sardynii, Aosty i Sabaudii – przyszłego króla Wiktora Amadeusza III. W tym związku małżeńskim miała 12 dzieci:
- Karola Emanuela IV (ur. 24 maja 1751 – 6 października 1819), króla Sardynii;
- Marię Elżbietę Charlottę (ur. 16 lipca 1752–17 kwietnia 1755), księżniczkę Sardynii;
- Marię Józefinę Ludwikę (ur. 2 września 1753–13 listopada 1810), tytularną królową Francji;
- Amadeusza Aleksandra (ur. 5 października 1754–29 kwietnia 1755), księcia Montferratu;
- Marię Teresę (ur. 31 stycznia 1756–2 czerwca 1805); hrabinę Artois,
- Marię Annę (ur. 17 grudnia 1757–11 października 1824), księżnę Chablais;
- Wiktora Emanuela I (ur. 24 lipca 1759–10 stycznia 1824), króla Sardynii;
- Marię Krystynę Józefinę (ur. 21 listopada 1760–19 maja 1768), księżniczkę Sardynii;
- Maurycego Józefa (Giuseppe) Marię (ur. 13 grudnia 1762–1 września 1799), księcia Montferratu;
- Marię Karolinę Antoniettę (ur. 17 stycznia 1764–28 grudnia 1782), królową Saksonii;
- Karola Feliksa (ur. 6 kwietnia 1765–27 kwietnia 1831), króla Sardynii;
- Józefa (Giuseppe) Benedykta (ur. 5 października 1766–29 października 1802), hrabiego Moriany.

Zmarła w zamku w Moncalieri pod Turynem; została pochowana turyńskiej bazylice La Superga.